# Salomon Friedrich Fischer
Salomon Friedrich Fischer (* 20. Februar 1667 in Schneeberg (Erzgebirge); † 16. November 1718 ebenda) war ein deutscher Jurist und Montanunternehmer. Er war Hammerherr in Wolfsgrün und Carlsfeld im sächsischen Erzgebirge sowie Bürgermeister der Stadt Schneeberg.

## Leben und Werk
Er war der Sohn des Juristen Franz Thomas Fischer in Schneeberg. Nach dem Besuch der Fürstenschule Grimma studierte er Rechts- und Staatswissenschaften an der Universität Leipzig und promovierte zum Dr. jur. Im Erzgebirge erwarb er das Hammerwerk Wolfsgrün und wurde zum frühneuzeitlichen Unternehmer. Durch die 1698 erfolgte Heirat einer Tochter des Hammerwerksbesitzers Veit Hans Schnorr von Carolsfeld erhielt er auch Anteile an den Besitzungen seines Schwiegervaters, darunter am Hammerwerk Carlsfeld.
Von 1715 bis zu seinem Tod 1718 war Fischer Bürgermeister der Stadt Schneeberg.